# Stefan Aladzjov
Stefan Atanasov Aladzjov (Bulgaars : Стефан Атанасов Аладжов) (Sofia, 18 oktober 1947) is een voormalig Bulgaars voetballer en voetbalcoach. Hij speelde bij Spartak Sofia, OFC Sliven 2000, Levski Sofia en Spartak Varna.

## Loopbaan
Aladzjov begon zijn carrière bij Sparak Sofia. In 1970 werd hij gekozen Bulgaars voetballer van het jaar. 
Aladzjov maakte zijn debuut voor Bulgarije in 1969. Hij heeft 30 wedstrijden gespeeld en 1 doelpunt gescoord voor de nationale ploeg. Hij zat in de selectie die deed mee aan het voetbaltoernooi op de Wereldkampioenschap 1970 en 1974.
Na zijn spelersloopbaan werd kortstondig Aladzjov trainer. In 1987 en 1990 werd hij assistent trainer bij Levski Sofia. 
In 1989 werd hij eindverantwoordelijke van Litex Lovetsj.

## Erelijst

### Levski Sofia
- Parva Liga (5) : 1968, 1970, 1974, 1977, 1979
- Bulgaarse voetbalbeker (5) : 1970, 1971, 1976, 1977, 1979
- Bulgaars voetballer van het jaar (1) : 1970